# Gabriel Dušík
Gabriel „Gabo” Dušík (ur. 26 stycznia 1961 w Bratysławie) – słowacki muzyk, kompozytor, piosenkarz i autor tekstów; współzałożyciel zespołu rockowego Gravis.

## Dyskografia
- 2015: Akvárium – Gabo Dušík, Peter Uličný a hostia – Spinaker, CD

Dyskografia z grupą Gravis
- 1982: Élj őszintén (Ži Úprimne) / Talán (Možno) – Opus 9143 0565, SP
- 1984: Gravis – Opus 9113 1502, LP
- 1987: Nezvestný / V zelenom – Opus 9143 0674, SP
- 1988: Skúšky z lásky / Lady  – Opus 9143 0692, SP
- 1989: Kolotoč masiek – Opus 9313 2120, LP
- 2008: Best of – Opus 91 2693-2, CD